# Pomnik i Grobowiec Powstańców Wielkopolskich w Grodzisku Wielkopolskim
Pomnik i Grobowiec Powstańców Wielkopolskich w Grodzisku Wielkopolskim – znajduje się na cmentarzu parafialnym w Grodzisku Wielkopolskim. Zbudowany został w 1924 r., a jego uroczyste poświęcenie odbyło się z inicjatywy Towarzystwa Powstańców i Wojaków w dniu 28.IX.1930 r. Grobowiec jest miejscem wiecznego spoczynku następujących poległych uczestników powstania wielkopolskiego:
- Włodzimierz Bogusławski,
- Jan Sternal,
- Ludwik Małecki,
- Józef Palicki,
- Wiktor Rysmann,
- Stefan Koliński,
- Antoni Smolibowski,
- Jan Stachecki,
- nieznany powstaniec.

W roku 1957 w grobowcu pochowano także Józefa Skrzydlewskiego, a w  1967 r. obiekt został odrestaurowany.
W 2014 r. grodziscy regionaliści stwierdzili na podstawie starych parafialnych ksiąg zmarłych, że nieznanym powstańcem pochowanym w tym miejscu był Marcin Kurczyk.